# La Fila
La Fila är en ort i Mexiko.   Den ligger i kommunen Juchique de Ferrer och delstaten Veracruz, i den sydöstra delen av landet, 260 km öster om huvudstaden Mexico City. La Fila ligger 630 meter över havet och antalet invånare är 131.
Terrängen runt La Fila är kuperad åt nordost, men åt sydväst är den bergig. Runt La Fila är det ganska tätbefolkat, med 75 invånare per kvadratkilometer. Närmaste större samhälle är Villa Emilio Carranza, 17,7 km norr om La Fila. I omgivningarna runt La Fila växer i huvudsak städsegrön lövskog.